# Condamné au silence
Pour plus de détails, voir Fiche technique et Distribution.
Condamné au silence (titre original : The Court-Martial of Billy Mitchell) est un film de procès américain réalisé par Otto Preminger et sorti en 1955. Ce film s'inspire de l'authentique combat du général Billy Mitchell (1879-1936) pour que soit estimée, à sa juste valeur, l'importance de l'aviation moderne dans l'armée américaine pendant les séances de la Cour martiale, à l'issue de laquelle Mitchell est condamné pour insubordination.

## Synopsis
Au cours des années 1920, le général Billy Mitchell entre en lutte avec l'état-major militaire qui, selon lui, sous-estime gravement le rôle futur de l'aviation. Il préconise même que l'aviation devienne une branche séparée à côté de l'U.S. Army et de l’U.S. Navy. En outre, il doit faire la démonstration que des avions chargés de bombes peuvent couler un cuirassé. Après un premier échec, Mitchell outrepasse les ordres de l'armée en exécutant une seconde tentative qui anéantit un cuirassé en quelques secondes. Il est bientôt rétrogradé (mars 1925) au rang permanent de colonel et transféré à San Antonio (Texas). Après avoir écrit de nombreux courriers aux autorités militaires, et essayé de rencontrer le général John Pershing, il apprend la disparition en vol, le 3 septembre 1925, de plusieurs de ses hommes (dont le commandant Lansdowne) à bord de l'USS Shenandoah, premier dirigeable rigide américain, placé sous le contrôle de la Marine et obligé d'affronter une tempête. Mitchell décide alors de convoquer la presse afin de dénoncer « l'incompétence et la criminelle négligence du ministère de la Guerre ». Il n'ignore pas que ces allégations le conduiront en Cour martiale. Il les soutient pourtant, afin de défendre publiquement son opinion sur l'extrême nécessité de moderniser l'aviation.

## Fiche technique
- Titre du film : Condamné au silence
- Titre original : The Court-Martial of Billy Mitchell
- Réalisation : Otto Preminger
- Scénario : Milton Sperling, Emmet Lavery
- Photographie : Sam Leavitt - WarnerColor/Cinémascope
- Musique : Dimitri Tiomkin
- Costumes : Howard Shoup
- Montage : Folmar Blangsted
- Production : United States Production (Milton Sperling)
- Pays de production :  États-Unis
- Langue : anglais
- Durée : 100 min
- Dates de sortie 
  - États-Unis : 22 décembre 1955
  - France : 25 juillet 1956
- Affiche : Jean Mascii (France)

## Distribution
- Gary Cooper (VF : Claude Péran) : général William Mitchell
- Charles Bickford (VF : Pierre Morin) : général James Guthrie
- Rod Steiger (VF : Raymond Loyer) : major Allen Gullion (en)
- Ralph Bellamy (VF : Serge Nadaud) : sénateur Frank Reid (en)
- Elizabeth Montgomery (VF : Nelly Benedetti) : Margaret Lansdowne
- Fred Clark (VF : Pierre Leproux) : colonel Moreland
- James Daly (VF : Jacques Thébault) : lieutenant-colonel Herbert H. White
- Jack Lord (VF : Roland Ménard) : Zachary Lansdowne (en)
- Peter Graves (VF : Robert Bazil) : capitaine Elliott
- Robert F. Simon (VF : Maurice Dorléac) : amiral Gage
- Charles Dingle (VF : Jean Brochard) : sénateur Fullerton
- Herbert Heyes (VF : Jacques Berlioz) : général John J. Pershing
- William Forrest (VF : Jean Brunel) : le général commandant le Fort Sam Houston
- Carleton Young (VF : Jean-Claude Michel) : le colonel assistant le général Pershing
- Ian Wolfe (VF : Gérard Férat) : le président Calvin Coolidge
- Dayton Lummis : général Douglas MacArthur

Acteurs non crédités :
- William Henry : un officier
- Howard Smith : le président de la commission

## Commentaire
- « Esprit sceptique, exilé volontaire (...) Otto Preminger partage avec deux autres grands Viennois, Fritz Lang et Billy Wilder, une profonde méfiance à l'égard des valeurs et des systèmes établis. » (Olivier Eyquem, Dictionnaire du cinéma, Éditions Larousse) Ce qui ne le conduit pas, néanmoins, à rejeter les principes démocratiques américains. À travers l'attitude et le combat du général Billy Mitchell (Gary Cooper), nous reconnaissons, sans doute, la personnalité et les convictions profondes du réalisateur. Ainsi, lors d'un interrogatoire, Mitchell déclare, dans un accès de franchise, que « si être un bon soldat consiste à obéir passivement aux ordres quels qu'ils soient, sans réfléchir à leur contenu, il préfère ne pas en être un. »
- Dès 1950, Preminger s'était intéressé au fonctionnement et au poids des institutions avec le remarquable Mark Dixon, détective (Where the Sidewalk Ends), mais ce film était, avant tout, le portrait d'un policier anormalement brutal et forcément antipathique.
- Condamné au silence est, en réalité, le premier film totalement consacré à ce thème, mais c'est aussi un tournant dans l'œuvre du réalisateur. « Après une douzaine de drames essentiellement intimistes, plongeant dans le gouffre des cœurs et des âmes, (...) Preminger s'ouvre aux "grands" sujets à contenu historique, social ou politique. » (Jacques Lourcelles).
- J. Lourcelles note, par ailleurs, que le format du film (le Cinémascope) « donnait à la mise en scène un naturel dans la solennité, une tranquillité dans le sublime, qui étaient ceux-là mêmes que Gary Cooper manifestait dans son jeu. » Celui-ci paraît être, effectivement, l'interprète idéal pour incarner le général Billy Mitchell. Son « jeu complètement vierge, sans métier et sans ruse (du moins en apparence) » (J. Lourcelles) illustre, de façon plausible, la droiture, l'absence de calculs et l'obstination du général Mitchell.